# Guido da Vigevano
Guido da Vigevano, francisé en Guy de Vigevano ou Guido da Pavia (né vers 1280 Pavie, dans l'actuelle province de Pavie en Lombardie - mort à Paris après 1349) est un médecin, un anatomiste et un ingénieur militaire italien du XIVe siècle.

## Biographie
Peu d’informations certaines existent sur sa vie, si bien que certains événements peuvent seulement être reconstruits sur la base d’hypothèses. Il appartenait vraisemblablement à une famille originaire de Vigevano, mais installée à Pavie au XIIe siècle. Guido da Vigevano fit des études de médecine à Bologne, élève de l'anatomiste Mondino de' Liuzzi. Il a peut-être également fréquenté l'école de spécialisation pour médecins de Pavie, où, à cette époque, enseignait Galvano Fiamma. 
En 1310 il devint médecin d'Henri VII du Saint-Empire auprès duquel il resta jusqu'en 1313.
Nous savons que durant ces années, Guido vécut et exerça sa profession à Pavie, participant activement à la vie politique de la ville. En 1318, le podestat de Pavie, Luchino Visconti, lui confia le contrat de perception du fodro et, en 1320, il reçut des sommes de la commune. En 1323, il figura parmi les citoyens de Pavie soutenant Mathieu Ier Visconti et convoqués à comparaître devant les inquisiteurs pontificaux. Condamné par contumace, il quitta Pavie, tandis que certains membres de sa famille, comme le magister Baldassarre da Vigevano, peut-être son frère, restèrent probablement en ville. Il est possible que, déjà avant sa condamnation en 1323, il ait cherché refuge à l’étranger, mais aucune information ne le concerne jusqu’en 1335, lorsqu’il se trouvait à Paris.
Guido da Vigevano composa un traité intitulé Texaurus regis Francie pour le roi de France Philippe VI partant à la croisade et qui constitue l'ancêtre des théâtres de machines.
Ce recueil représente des éléments technologiques et des dispositifs ingénieux, des croquis de chars blindés, de voitures propulsées par le vent et des engins de siège, ce qui permet de donner une idée de l'état de la technique médiévale. 
Bien que toujours attaché au style et l'esprit au Moyen Âge, Guido da Vigevano peut être considéré comme un lointain ancêtre des artistes-ingénieurs de la Renaissance comme Taccola, Francesco di Giorgio Martini et Leonardo da Vinci.
Guido da Vigevano de 1335 jusqu'en 1349 était aussi le physicien et médecin personnel de la reine Jeanne de Bourgogne. 
Dans un deuxième traité, Anothomia , il fut l'un des premiers à illustrer ses descriptions anatomiques par des dessins d'organes. Ses croquis étaient typiquement médiévaux, la perspective étant inventée au début de la Renaissance par Brunelleschi.
Guido da Vigevano a créé un véhicule qui se déplaçait à l'aide d'un moulin à vent transmettant la force aux roues. Certains considèrent ce véhicule comme un ancêtre de l'automobile,.

Les nouvelles le concernant s'arrêtent au 31 juillet 1349 où il est mentionné sur la comptabilité de la trésorerie du roi de France, il serait mort de la peste à Paris en effet à cette période ce fléau présent depuis quelques années dans toute l'Europe occidentale avait atteint Paris.

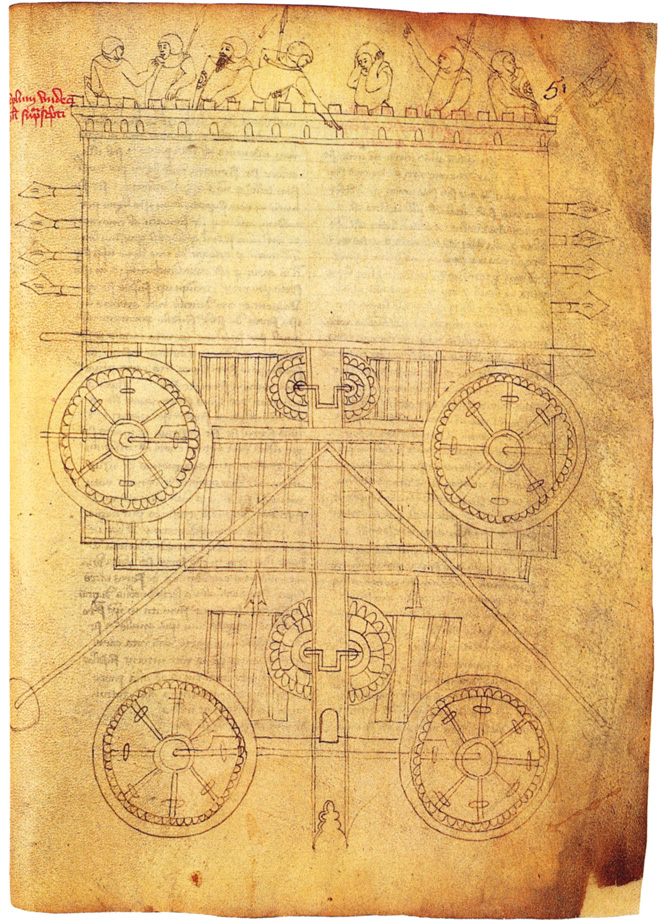
Croquis des vilebrequins
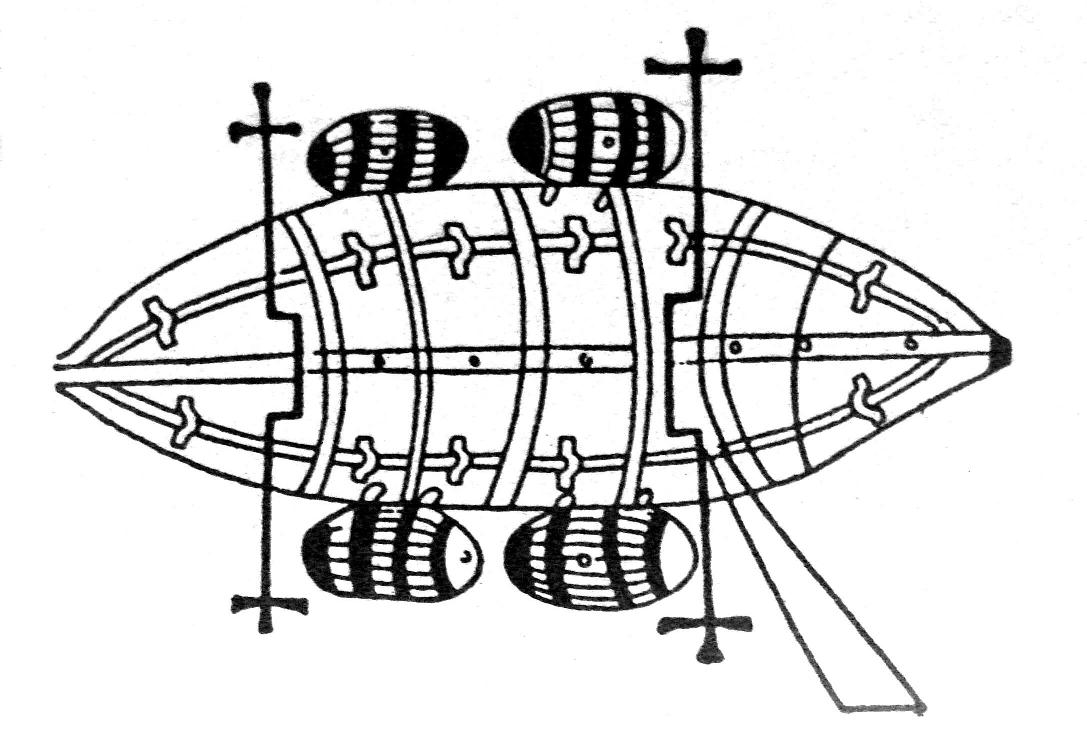
Sousmarin 1280-1349

## Œuvres
- Texaurus regis Francie Aquisitionis Terre Sancte de ultra Mare (1345) «  Liber notabilium illustrissimi principis Philippi septimi »[8]
- Anathomia Designata per Figures (1345), 24 planches d'anatomie dont 18 sont perdues. Les planches XI à XVI sont les premières à représenter des images et des descriptions neuro anatomiques[9].